# Leuciris minutepunctaria
Leuciris minutepunctaria är en fjärilsart som beskrevs av Charles Oberthür 1916. Leuciris minutepunctaria ingår i släktet Leuciris och familjen mätare. Inga underarter finns listade i Catalogue of Life.